# Tipik
Tipik – общегосударственная художественная телепрограмма Франкоязычного бельгийского радио и телевидения. Передаётся с 26 марта 1977 года.

## Ранние названия
- RTbis (26 марта 1977—1979)
- Télé 2 (1979—20 марта 1988)
- Télé 21 (21 марта 1988—1993)
- Arte/21 & Sports 21 (1993—1994)
- RTBF 21 (1994—28 февраля 1997)
- RTBF La Deux (1 марта 1997—1 сентября 2002)
- La Deux (2 сентября 2002—6 сентября 2020)